# NGC 448
NGC 448 (również PGC 4524 lub UGC 801) – galaktyka soczewkowata (S0), znajdująca się w gwiazdozbiorze Wieloryba. Odkrył ją Lewis A. Swift 2 września 1886 roku.